# Rząd Kurta von Schleichera
 Rząd Kurta von Schleichera – niemiecki rząd urzędujący w okresie 3 grudnia 1932 – 28 stycznia 1933.
| Funkcja                             | Imię i nazwisko                 | Partia      |
| ----------------------------------- | ------------------------------- | ----------- |
| Reichskanzler - Kanclerz Rzeszy     | Kurt von Schleicher             | bezpartyjny |
| Minister spraw zagranicznych        | Konstantin von Neurath          | bezpartyjny |
| Minister spraw wewnętrznych         | Franz Bracht                    | bezpartyjny |
| Minister sprawiedliwości            | Franz Gürtner                   | DNVP        |
| Minister finansów                   | Lutz Schwerin von Krosigk       | bezpartyjny |
| Minister gospodarki                 | Hermann Warmbold                | bezpartyjny |
| Minister pracy                      | Friedrich Syrup                 | bezpartyjny |
| Minister obrony                     | Kurt von Schleicher (p.o.)      | bezpartyjny |
| Minister transportu                 | Paul Freiherr von Eltz-Rübenach | bezpartyjny |
| Minister poczty                     | Paul Freiherr von Eltz-Rübenach | bezpartyjny |
| Minister ds. wyżywienia i rolnictwa | Magnus von Braun                | DNVP        |
| Minister bez teki                   | Johannes Popitz                 | bezpartyjny |